# Apospasta
Apospasta är ett släkte av fjärilar. Apospasta ingår i familjen nattflyn.

## Bildgalleri

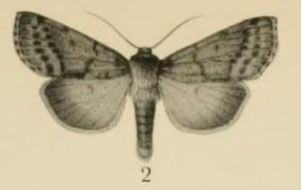
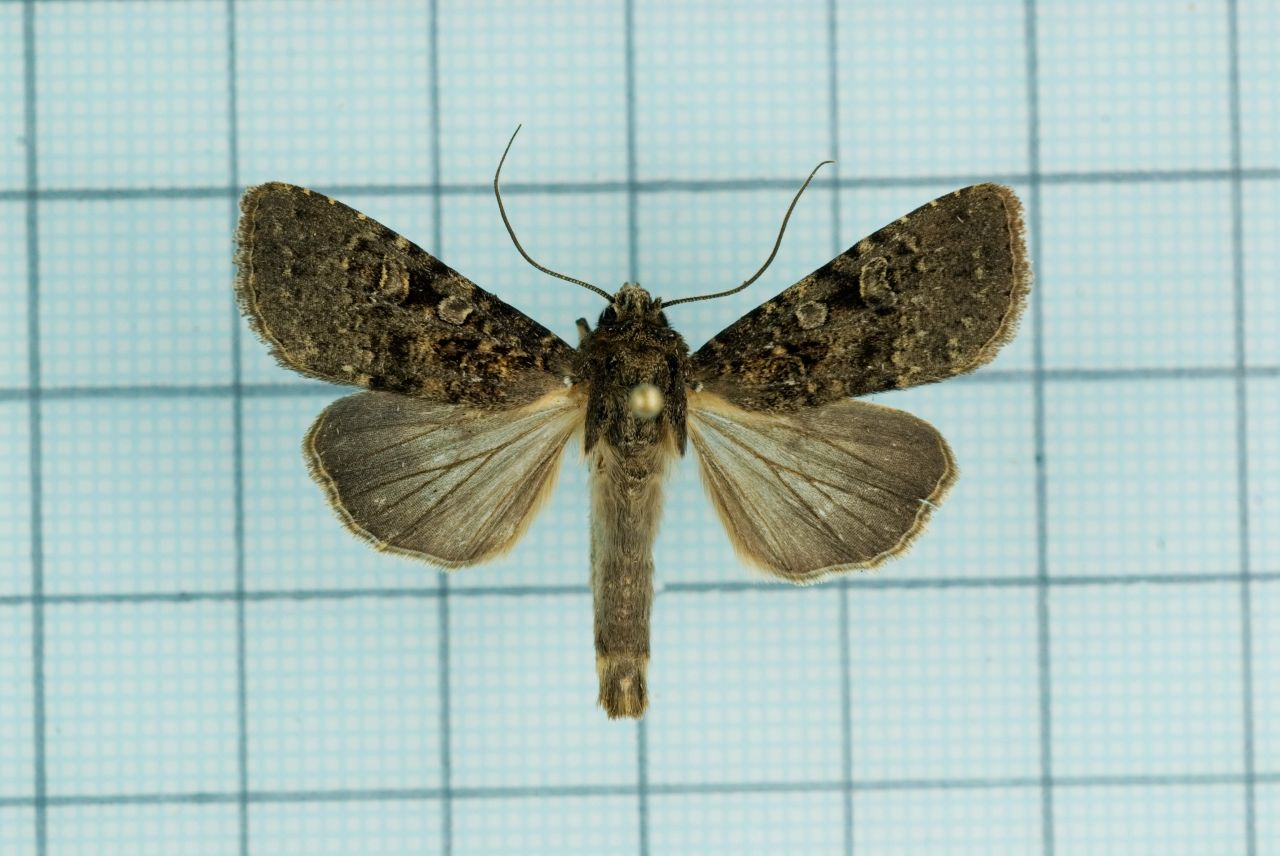
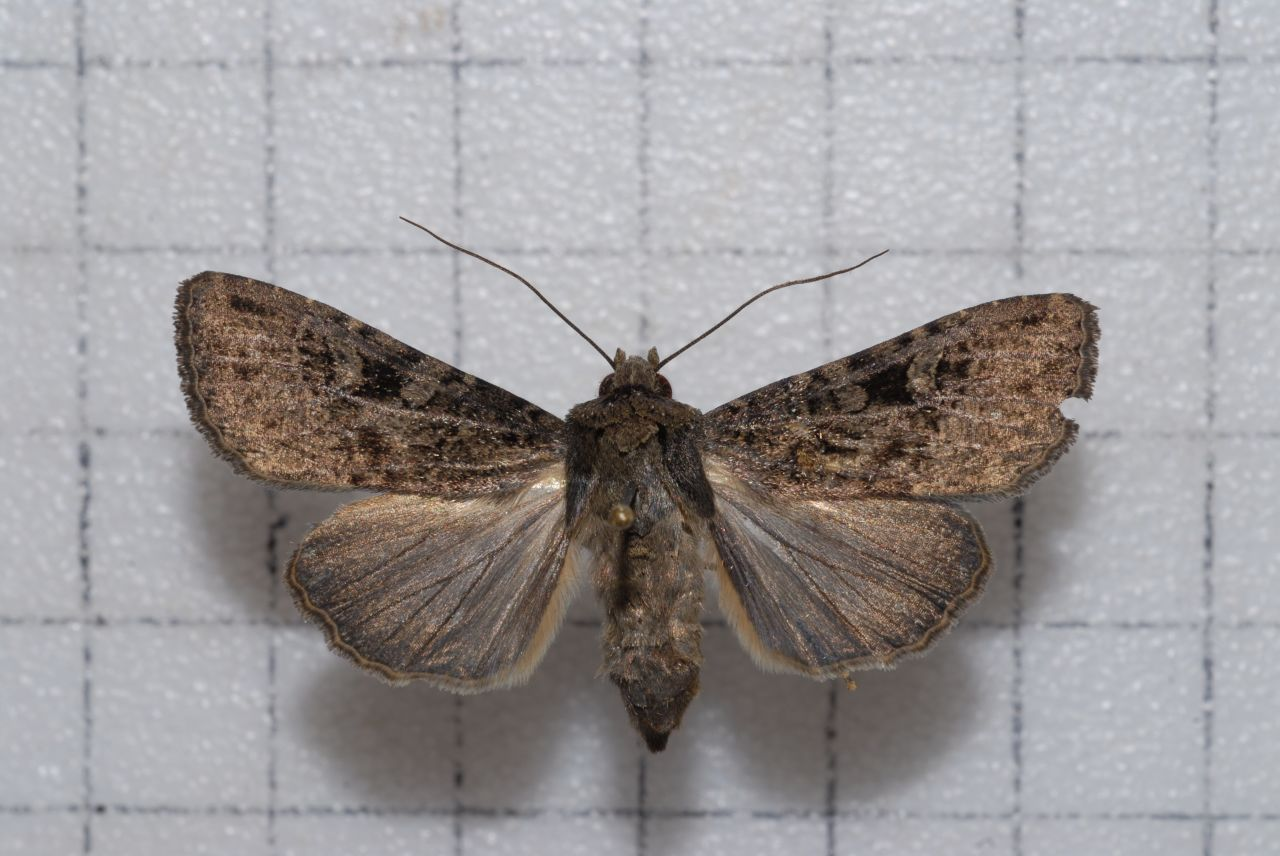
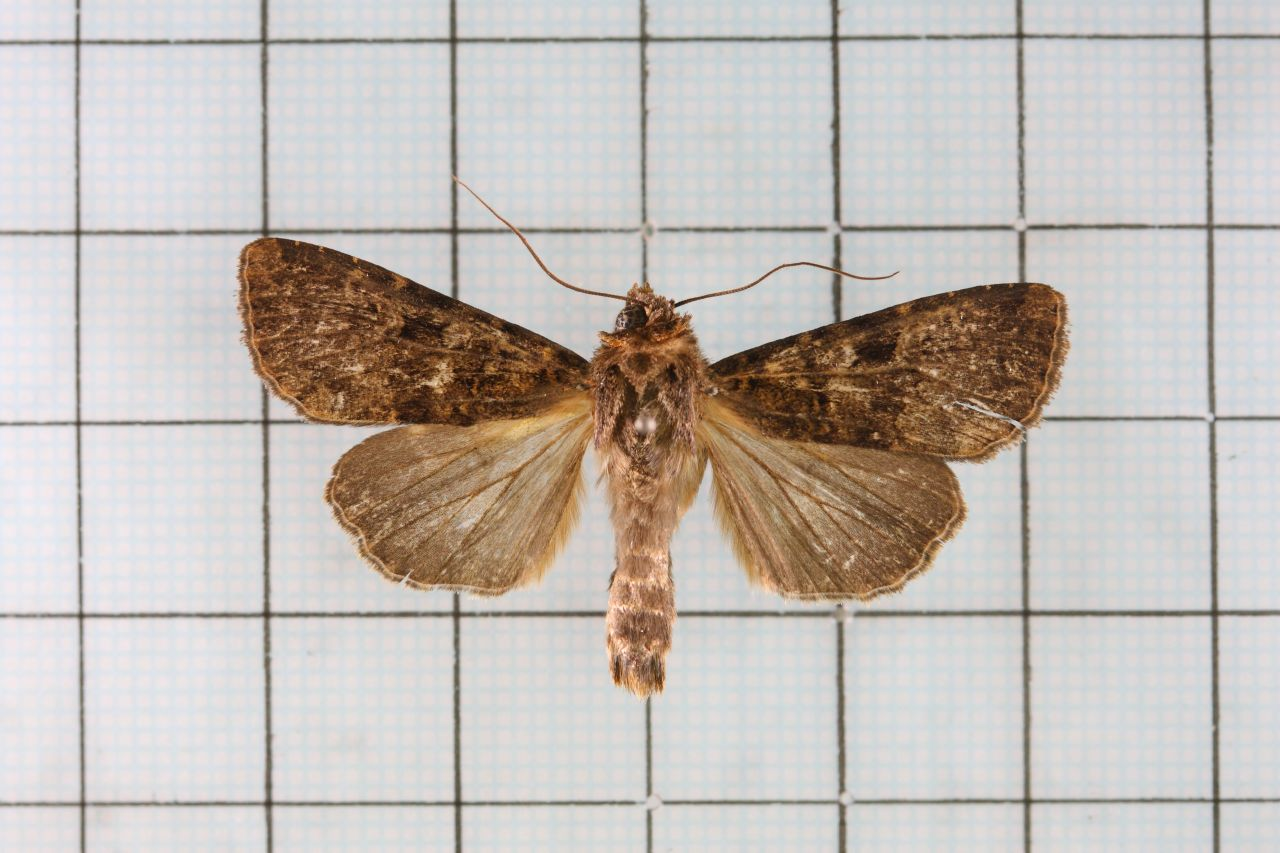

## Dottertaxa tillApospasta, i alfabetisk ordning[1]
- Apospasta aethalopa
- Apospasta albirenalis
- Apospasta ancillottoi
- Apospasta cailloisi
- Apospasta claudicans
- Apospasta deprivata
- Apospasta diffussa
- Apospasta dipterigidia
- Apospasta erici
- Apospasta eriopygioides
- Apospasta fulvida
- Apospasta fuscirufa
- Apospasta incongrua
- Apospasta intricata
- Apospasta iodea
- Apospasta jacksoni
- Apospasta kennedyi
- Apospasta luminosa
- Apospasta marmoraria
- Apospasta maryamae
- Apospasta montana
- Apospasta niger
- Apospasta nigerrima
- Apospasta nyei
- Apospasta pannosa
- Apospasta rantaizanensis
- Apospasta rhodina
- Apospasta rougeoti
- Apospasta rubiana
- Apospasta ruffoi
- Apospasta sabulosa
- Apospasta sikkima
- Apospasta stigma
- Apospasta synclera
- Apospasta townsendi
- Apospasta venata
- Apospasta verini